# Классификации растений
Значение систематики для современной биологии можно выразить словами известного российского ботаника, знатока систематики, Армена Леоновича Тахтаджяна:

Систематика есть одновременно и фундамент и венец биологии, её начало и конец.
Методы, применяемые для построения систем классификации растений, совершенствовались с развитием науки.
В современной филогенетической систематике можно выделить три крупные группы методов:
- Биологические методы, то есть методы основанные на изучение самих растительных организмов В пределах группы биологических методов выделяются следующие методы:
  - Морфологические методы, которые включают в себя собственно морфологический, анатомический, карпологический (то есть изучение плодов растений), палинологический (изучение пыльцы), кариологический (изучение содержимого клеточных ядер) и тератологический (изучение уродов растительного мира).
  - Биохимические методы, основанные на изучении биохимических превращений в растительных организмах.
  - Физиологические, в основе которых лежит изучение физиологических процессов и реакций растений.
  - Собственно биологические: генетические, онтогенетические (изучение развития организма от зарождения до биологической смерти) и гибридологические (изучения гибридов и их генетических и биологических проявлений).
- Топологические методы, основанные на изучении среды обитания растений. К ним относятся:
  - Географический метод — изучение современного распространения растений.
  - Экологический метод, основанный на изучении местообитания растений.
  - Фитоценологический, основывается на изучении структуры растительных сообществ.
- Вспомогательные или математические методы, к которым относятся вариационно-статистическая обработка и корреляционный анализ.

Классификация растений вызывает сложности в том числе и из-за разногласий между сторонниками монофилии и полифилии.

## Системы классификации растений
Искусственные системы
- Система Чезальпино (1583)
- Система Турнефора (1694)[1]
- Система Линнея (1735)[1]

Естественные системы
- Система Адансона[англ.] (1763)
- Система Жюссьё[англ.] (1789)[1]
- Система Гизеке (1792)
- Система Декандоля[англ.]* (1819, 1824—1873)
- Классификация Бентама и Гукера (1862)
- Система Энглера[англ.] (1887, 1892, 1909, 1924)
- Система Гейнтце (1927)
- Система Веттштейна (1935)
- Система Кронквиста (1981, 1988)
- Система Дальгрена (1977, 1982, 1985, 1989)
- Система Гольдберга (1986)
- Система Тахтаджяна (1997)
- Система Торна[англ.] (однодольные, 2002; двудольные, 2000)
- Система Тихомирова (1985)
- Система Шипунова (1991—…)[2]
- Система APG I (1998)
- Система Ривила[англ.] (1999)
- Система APG II (2003)
- Система APG III (2009)
- Система APG IV (2016)